# Mlynica (Fluss)
Die Mlynica (slowakisch auch Mlynický potok genannt; deutsch Mühlbach oder Mlinicabach, ungarisch Csorbai-malompatak oder Mlinica-patak, polnisch Młynica) ist ein 30 km langer Fluss in der Nordslowakei und linksseitiger Zufluss des Poprad in der Landschaft Zips (slowakisch Spiš).

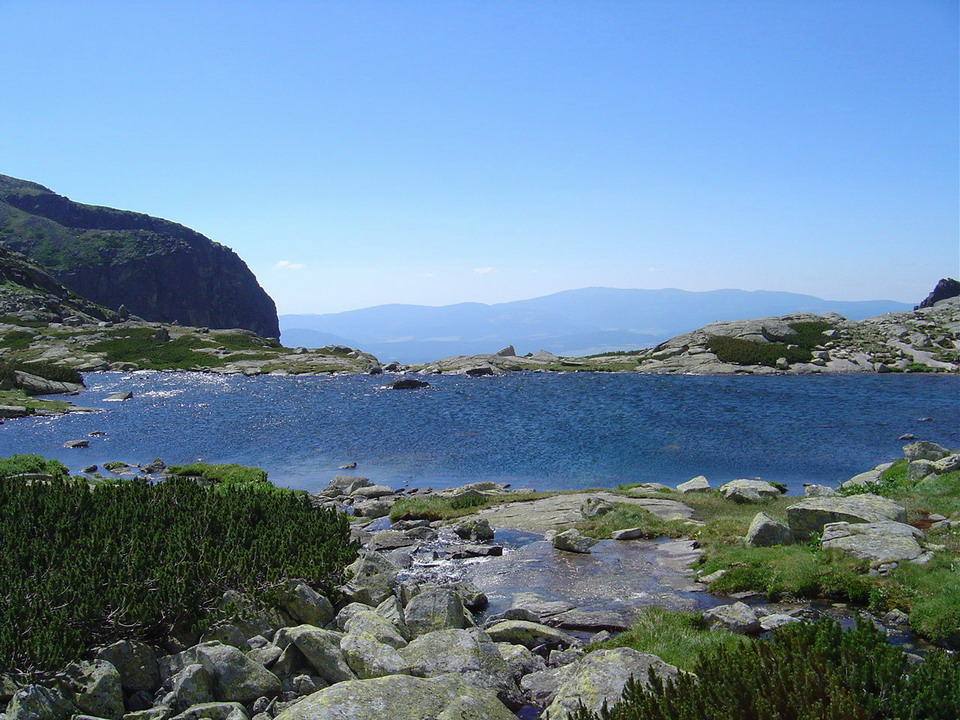
Bergsee Pleso nad Skokom

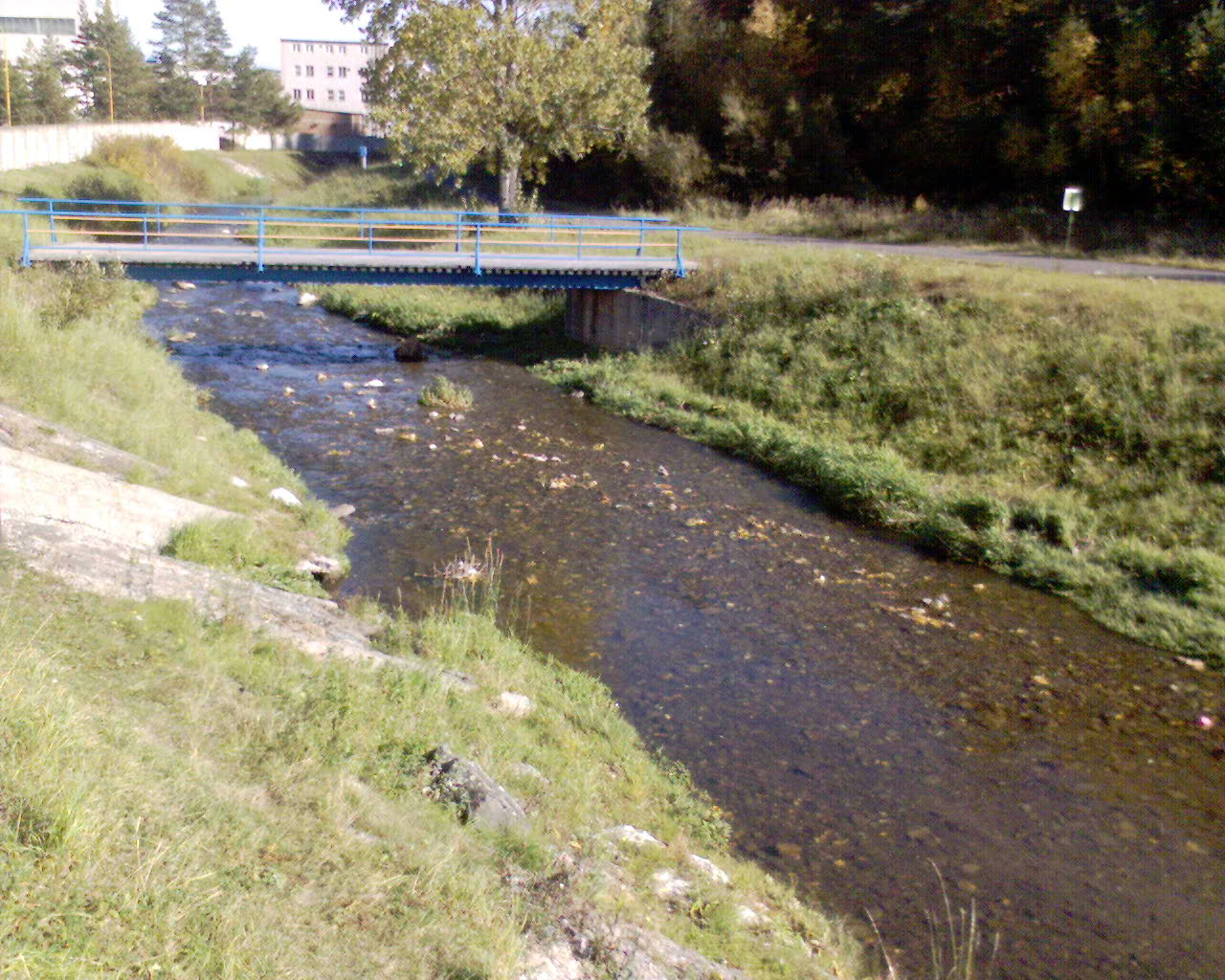
Die Mlynica in Svit

Der Fluss hat seine Quelle im Bergsee Nižné Kozie pleso (deutsch Unterer Gemsensee) im Tal Mlynická dolina in der Hohen Tatra, obwohl er im obersten Lauf manchmal unter den Felsblöcken „verschwindet“. Die Mlynica passiert in südlicher Richtung den Bergsee Pleso nad Skokom und dann den 30 m hohen Wasserfall Skok und fließt durch die Mlynická dolina zum Ort Štrbské Pleso (deutsch Tschirmer See) hinunter. Dort zweigt ein Arm direkt in den Poprad, der Hauptfluss speist dann den künstlichen See Nové Štrbské pleso und erreicht alsbald das Vorgebirge und schließlich den Talkessel Popradská kotlina (Teil der größeren Einheit Podtatranská kotlina) bei Tatranská Štrba. Bei Štrba weindet sich die Mlynica nach Osten und passiert Lučivná vor der Mündung in den Poprad in der Kleinstadt Svit.
Das Wort Mlynica bezeichnet im Slowakischen einen Bach, der durch eine Mühle fließt und das Mühlrad antreibt, und somit dem deutschen Mühlbach entspricht. Obwohl die Bachkaskaden in der Hohen Tatra in der Volksfantasie mit dem Abschlägen eines Mühlkanals verglichen wurden, der Name selbst entstand im Vorgebirge, wo es tatsächlich Wassermühlen in Štrba und Lučivná (1719 als Lautspurger Getreyde Muehle erwähnt) gab.